# 야뇨증
유뇨증(Enuresis)은 만 5세가 되어도 소변을 지리는 장애로, 5세 남아의 약 16%, 여아의 약 10% 정도에서 볼 수 있다. 여아보다 남아가 더 흔하게 일어난다. 대개는 밤에 자다가 소변을 실수를 하므로 흔히 "야뇨증(문화어: 밤오줌증)"이라고 하기도 한다.

## 원인
정확한 원인에 대해 알려진 바는 없으나, 유전적 요인, 중추신경계의 미성숙, 방광의 부분적 기능장애, 스트레스나 심리적 갈등, 부적절한 대소변훈련 등의 영향을 받는 것으로 보고 있다. 많게는 75% 정도까지 가족력이 동반된다는 보고로 보아 유전적 요인을 추측해 볼 수 있다. 또한 몽유증, 발작성 수면 등의 다른 수면장애와 동반되어 나타난다는 연구 결과로 수면장애의 일종으로 보는 견해도 있다. 소변을 잘 가리던 아이가 유뇨증을 나타내는 이차성 유뇨증의 경우 스트레스와 연관되었다고 보는 견해가 많다. 이때의 스트레스는 동생의 출생, 이사, 학교입학, 가정불화, 친구 갈등, 입원 등이 원인이 될 수 있으며, 불안장애, 우울장애, 정신지체, 신체장애, 조현증 등의 복합증상 중의 하나로 나타날 수도 있다. 최근의 연구결과들에 의하면 성숙성 또는 발달성 요인이 유뇨증의 주요한 요인으로 간주된다. 즉 유뇨증이 일반적 발달장애의 한 형태이며, 유뇨증이 없는 소아에 비해 다른 여러 가지 발달지연이 2배나 많은 것으로 보고되고 있다.

## 진단
반복적이고 불수의적 또는 고의로 옷이나 방바닥에 소변을 지리는 것이 최소한 3개월 동안 일주일에 2번 이상 나타날 경우 진단을 고려해야 한다고 본다. 야간성, 주간성, 야/주간 유뇨증으로 세분화 할 수 있으며, 비뇨기과적인 문제가 동반되지 않은 것이 확인되어야 한다.
- 야간성 유뇨증: 밤에 자다가 지리는 경우
- 주간성 유뇨증: 낮잠을 자다가 소변을 지리는 경우
- 일차성 유뇨증: 출생 후 지속적으로 소변을지리는 경우
- 이차성 유뇨증: 소변을 지리지 않다가 사회 환경적인 스트레스 등으로 소변을 지리게 되는 경우.

### 진단 준거[1]
- 반복적으로 침구나 옷에다 소변을 지린다. (불수의적이거나 의도적으로)
- 최소 3개월간 일주일에 2회의 유뇨증을 보이거나, 임상적으로 중대한 장애가 있거나, 사회, 학업(직업), 또는 다른 중요한 분야의 기능에 장애로 나타난다.
- 실제 연령이 최소한 7세이다.(또는 동등한 발달수준)
- 증상이 약물(예: 이뇨제)의 생리적 결과나 일반적 의학상태(예: 당뇨, 이분척추, 경련성질환)로 인한 것이 아니다.

## 치료
유뇨증은 복합 요인으로 나타나므로 적절한 치료방침을 세워야 한다.
- 행동치료: 치료계획의 제 1단계는 대소변 가리기 훈련이다. 특히 소변을 가려본 적이 없는 유뇨증과 대소변가리기 훈련을 해본 적이 없는 경우 효과를 볼 수 있다. 예를 들어, 소변을 가린 날은 달력에 표시를 함으로써 좋아지는 것을 부모와 아이가 볼 수 있도록 하는 방법이 있다.
- 잠자리 이불이나 기저귀에 전자식 경보장치를 하여 소변이 한 방울이라도 떨어지면 즉시 벨이 울려 아이가 깨도록 하는 조건화 이론을 응용한 치료방법이 있다. 비교적 안전하고 효과적인 방법으로, 유뇨증을 보이는 아이의 50%정도가 효과를 본 것으로 알려져 있다.
- 방광훈련: 아이에게 일정량의 수분을 섭취하게 한 후, 가능한 오랫동안 소변을 참도록 하는 훈련방법이다.
- 약물치료: 유뇨증에 처음부터 약물을 사용하지는 않으며, 매우 드물게 사용한다. 최근에는 삼환계 항우울제가 가장 효과적인 것으로 보는데, 그중 이미프라민(imipramine)이 가장 흔하게 사용된다.
- 정신치료: 유뇨증을 보이는 아이에게서 심리적 갈등이 발병의 주요인일 때, 놀이치료와 부모와의 정신치료가 필요하다고 본다.

## 경과 및 예후
대부분의 유뇨증은 성숙과 더불어 별 후유증 없이 저절로 호전되는 경우가 많으나 약 1%는 성인기까지 계속되기도 한다.

## 같이 보기
- 몽정